# Батурина
Бату́рина (рос. Батурина) — присілок у складі Аромашевського району Тюменської області, Росія.
Населення — 14 осіб (2010, 24 у 2002).
Національний склад станом на 2002 рік:
- росіяни — 87 %